# Avro Canada CF-100 Canuck
Avro Canada CF-100 Canuck — канадский двухместный реактивный перехватчик/истребитель, разработанный и произведенный авиастроительной компанией Avro Canada. Является единственным канадским истребителем, доведенным до стадии массового производства.
Работа над истребителем началась в октябре 1946 года по заданию Королевских ВВС Канады (RCAF), которым требовался реактивный истребитель-перехватчик, пригодный для дальних патрульных миссий и всепогодных операций. 19 января 1950 года прототип CF-100 Mark 1, оснащённый парой турбореактивных двигателей Rolls-Royce Avon RA 3 совершил свой первый полет. В дальнейшем как предсерийные, так и серийные самолёты были оснащены двигателем Avro Orenda собственной разработки Avro Canada.
Летные испытания показали, что CF-100 обладает относительно коротким взлётным пробегом и высокой скороподъёмностью, что делает его хорошо подходящим для своей роли перехватчика. 18 декабря 1952 года командир эскадрильи Януш Жураковский, главный летчик-испытатель компании Avro, на прототипе CF-100 Mk 4 при пикировании с высоты 9100 м (30 000 футов) преодолел звуковой барьер, сделав этот тип самолёта первым прямокрылым реактивным самолётом, достигшим управляемого сверхзвукового полета.
CF-100 в основном нёс службу в Королевских ВВС Канады и канадских Вооруженных силах, а также был закуплен в небольших количествах Бельгией для оснащения бельгийских ВВС.Принятый на вооружение в 1952 году, в период Холодной войны CF-100 обычно размещался на базах НАТО в Европе и в Северной Америке в составе североамериканского Командования воздушно-космической обороны (NORAD). Также Avro Canada CF-100 поставлялся в оперативные учебные подразделения и часто использовался для выполнения других второстепенных задач, включая воздушную разведку и радиоэлектронную борьбу.
В начале 1950-х годов модификация CF-100, истребитель Avro Canada CF-103, получил стреловидное крыло и способность развивать околозвуковые скорости, однако позже работы по CF-103 были свёрнуты. В 1981 году все остававшиеся в RCAF CF-100 были сняты с вооружения, будучи заменёнными новыми истребителями McDonnell Douglas CF-18 Hornet.

## Проектирование и разработка

### Предыстория
В последние годы Второй мировой войны официальные лица Канады пришли к выводу, что дальнейшее развитие самодостаточной местной военной авиационной промышленности будет иметь значительную национальную ценность и что новая область реактивного движения сулит большие перспективы. Уже в июле 1944 года Канада приступила к работе над собственной программой турбореактивных двигателей, создав экспериментальную силовую установку Avro Canada Chinook.
В конце 1940-х и начале 1950-х годов канадское правительство отреагировало на войну в Корее и начало так называемой Холодной войны значительным увеличением расходов на оборону. Королевские канадские Военно-воздушные силы (RCAF) получили 46,6 % от общих расходов на оборону в течение 1951—1952 гг., большая часть из которых приходится на несколько крупных программ.
В это время RCAF проявляли большой интерес к приобретению собственного парка реактивных боевых самолётов. Возникла необходимость в новом реактивном истребителе-перехватчике, который мог бы патрулировать обширные районы севера Канады и действовать в любых погодных условиях. Требования к новому самолёту были формализованы спецификацией RCAF, которая была выпущена в 1946 году. Предполагалось что это будет двухместный истребитель с экипажем из пилота и штурмана, оснащённый двумя мощными двигателями, а также относительно современным радиолокационным комплексом и системой управления огнем, размещенной в носовой части, что позволит самолёту эксплуатироваться в любых погодных или ночных условиях.
По словам маршала Королевских канадских ВВС Уилфреда Кертиса, не было ни одного существующего самолёта, который мог бы удовлетворить спецификацию, и ни одного подходящего самолёта, уже находящегося в разработке в других странах, поэтому было сочтено необходимым, чтобы Канада сама разработала такой истребитель.

## Варианты
- CF-100 Mk 1 : Первые два прототипа.
  - CF-100 Mk 1P : Перспективный фоторазведчик. Не строился.
- CF-100 Mk 2 : Десять предсерийных самолётов.
  - CF-100 Mk 2T : Тренировочная версия CF-100 Mk 2 с дублированием управления. Изготовлено два.
- CF-100 Mk 3 : Двухместный всепогодный истребитель-перехватчик дальнего действия. Был оснащён подфезюляжной батареей из 8 пулемётов Браунинг M2 с боезапасом 200 патронов на ствол. Первая серия в 70 самолётов изготовленная для RCAF.
  - CF-100 Mk 3A : Версия CF-100 Mk 3, оснащенная двумя двигателями Orenda 2. Построен 21 самолёт.
  - CF-100 Mk 3B : Версия CF-100 Mk 3, оснащенная двумя двигателями Orenda 8. Построено 45 самолётов.
  - CF-100 Mk 3CT : Один CF-100 Mk 3 был переделан в тренировочный самолёт с дублированным управлением. Позже обозначался как CF-100 Mk 3D.
- CF-100 Mk 4 : . Двухместный всепогодный истребитель-перехватчик дальнего действия. К батарее из 8 пулемётов Браунинг M2 добавились две подкрыльевые подвески с 29 70-мм НУРС Mighty Mouse каждая. Изготовлен один предсерийный самолёт.
  - CF-100 Mk 4A : Версия CF-100 Mk 4, оснащенная двумя двигателями Orenda 9. Построено 137 самолётов.
  - CF-100 Mk 4B : Версия CF-100 Mk 4, оснащенная двумя двигателями Orenda 11. Построено 141 самолёт.
  - CF-100 Mk 4X : Перспективная версия CF-100 Mk 4. Не строился.
- CF-100 Mk 5 : Двухместный всепогодный истребитель-перехватчик дальнего действия с двигателями Avro Canada Orenda 11 или Orenda 14. Вооружение — две подкрыльевые подвески с 29 70-мм НУРС Mighty Mouse. 332 самолёта построено.
  - CF-100 Mk 5D : Небольшое количество CF-100 Mk 5 переоборудованных в самолёты РЭБ.
  - CF-100 Mk 5M : Небольшое количество CF-100 Mk 5, носителей ракет воздух-воздух AIM-7 Sparrow II.
- CF-100 Mk 6 : Перспективная версия носителя ракет воздух-воздух AIM-7 Sparrow II. Не строился.

## Тактико-технические характеристики (CF-100 Mk 5)
Технические характеристики
- Экипаж: 2, пилот и штурман
- Длина: 16,5 м
- Размах крыла: 17,4 м
- Высота: 4,4 м
- Площадь крыла: 54,9 м²
- Масса пустого: 10 500 кг
- Масса снаряжённого: 15 170 кг
- Максимальная взлётная масса: 16 329 кг
- Силовая установка: 2 × ТРДФ Avro Canada Orenda 11

Лётные характеристики
- Максимальная скорость: 888 км/ч
- Перегоночная дальность: 3200 км
- Практический потолок: 13 700 м
- Скороподъёмность: 44,5 м/с
- Тяговооружённость: 0,44